# 7416 Linnankoski
7416 Linnankoski è un asteroide della fascia principale. Scoperto nel 1990, presenta un'orbita caratterizzata da un semiasse maggiore pari a 2,3603142 UA e da un'eccentricità di 0,1420264, inclinata di 4,37843° rispetto all'eclittica.
L'asteroide è dedicato allo scrittore finlandese Johannes Linnankoski.